# 482 (tal)
482 är det naturliga talet som följer 481 och som följs av 483.

## Inom vetenskapen
- 482 Petrina, en asteroid.

## Inom matematiken
- 482 är ett jämnt tal.
- 482 är ett sammansatt tal.
- 482 är ett semiprimtal.[1]